# Lorella Landi
Lorella Landi (Napoli, 15 aprile 1969) è una giornalista e conduttrice televisiva italiana.

## Biografia
Lorella Landi è nata a Napoli, è laureata in Lingue e Letterature Straniere con lode ed è una giornalista professionista dall'11 settembre 2001. Dopo essere stata per cinque anni l'inviata di punta della trasmissione di Rai 1 La vita in diretta è passata alla conduzione di alcuni suoi spin-off. Da dicembre 2008 a maggio 2009 ha condotto insieme a Luca Calvani su Rai 1 Effetto Sabato, un programma che tratta di attualità sport e spettacolo. Dal 12 dicembre 2009 è autrice e conduttrice ogni sabato su Rai 1 Le amiche del sabato, un contenitore di due ore e mezzo in diretta, incentrato soprattutto sull'attualità e la cronaca per approfondire i fatti della settimana. Non mancano ospiti ed eventi di taglio leggero che offrono lo spunto per momenti di spettacolo appositamente pensati, con filmati esclusivi. Il titolo si riferisce alla presenza di quattro ospiti femminili che si alternano ogni settimana per commentare le notizie: dall'attrice alla scrittrice, dalla politica alla psicologa. Dall'11 luglio al 5 agosto 2011 conduce Estate in diretta con Marco Liorni.
Dal 2013 al 2014 è stata autrice e conduttrice di Unomattina Magazine.
Dal 2018 è autrice del programma Buongiorno benessere in onda su Rai 1 tutti i sabati mattina. 

## Televisione
- La vita in diretta (Rai 1, 1998-2003), inviata
- Gli occhi di Miss Italia (Rai 1, 2003), conduttrice
- Effetto Sabato  (Rai 1, 2008-2009), conduttrice e autrice
- Le amiche del sabato (Rai 1, 2009-2014), conduttrice e autrice
- Estate in diretta (Rai 1, 2011), conduttrice e autrice
- Concerto di Natale dal Senato (Rai 1, 2012), conduttrice
- Unomattina Magazine (Rai 1, 2013-2014), conduttrice e autrice
- Buongiorno benessere (Rai 1, dal 2018), autrice
- La vita è meravigliosa (Rai 1, dal 2019, autrice)